# Bhanpuri
Bhanpuri è una suddivisione dell'India, classificata come census town, di 16.357 abitanti, situata nel distretto di Raipur, nello stato federato del Chhattisgarh. In base al numero di abitanti la città rientra nella classe IV (da 10.000 a 19.999 persone).

## Geografia fisica
La città è situata a 21° 6' 0 N e 80° 55' 0 E e ha un'altitudine di 300 m s.l.m..

## Società

### Evoluzione demografica
Al censimento del 2001 la popolazione di Bhanpuri assommava a 16.357 persone, delle quali 8.656 maschi e 7.701 femmine. I bambini di età inferiore o uguale ai sei anni assommavano a 2.788, dei quali 1.379 maschi e 1.409 femmine. Infine, coloro che erano in grado di saper almeno leggere e scrivere erano 10.676, dei quali 6.443 maschi e 4.233 femmine.